# ارثیه فامیلی
ارثیه فامیلی فیلمی به کارگردانی حامد رضی، نویسندگی محبوبه گشایشی اول و تهیه‌کنندگی مهدی احمدی محصول سال ۱۳۹۹ است.

## بازیگران
- محمد متوسلانی
- مهشید افشارزاده
- مهران ضیغمی
- ساعد هدایتی
- خشایار راد
- علی کاظمی
- حمید کاشانی
- کیمیا گیلانی
- میترا مهدی‌پور
- مهدی احمدی
- سبا رضی
- مهیار محمدی